# Julien Barbero
Pour les articles homonymes, voir Barbero.
Julien Barbero est un homme politique français né le 24 août 1870 à Lagnieu (Ain) et mort le 25 juin 1936 à Lyon (Rhône).

## Biographie
Pharmacien à Lyon, Julien Barbero est conseiller municipal de cette ville en 1904 et adjoint en 1908. Président du bureau de bienfaisance du 6e arrondissement de Lyon, il est membre du conseil supérieur de l'Assistance publique. Conseiller général, il est député du Rhône de 1932 à 1936, inscrit au groupe radical et radical-socialiste.
Une sculpture à son effigie, signée Meysson et Maspoli, est installée rue Juliette Récamier dans le sixième arrondissement de Lyon.

## Source
- « Julien Barbero », dans le Dictionnaire des parlementaires français (1889-1940), sous la direction de Jean Jolly, PUF, 1960 [détail de l’édition]